# WISP
WISP（ウィスプ）とは、かつてマイクロソフトが提唱していた、動的（ダイナミック）なウェブコンテンツを含み、かつセキュリティ面でのサポートが必要な軽量なウェブサイトの構築のためのソリューション。
LAMPへの対抗として提唱された概念であるが、提唱当時のようなオンプレミス環境での構築が減少し、クラウドプラットフォームへの移行が進んだことと、マイクロソフト自身、サティア・ナデラの指揮のもとオープンソースコミュニティへの積極参加の方針に転換したことで、当時提唱された概念は過去のものとなっている。
2019年時点でマイクロソフトが自社のAzureプラットフォーム上でDockerコンテナを介してUbuntu環境下でのLAMP構築を選択肢の１つとして提示するまでにオープンソースに傾注している。

## 概要
OSであるWindows、WebサーバであるInternet Information Services、データベースであるSQL Serverといったマイクロソフト製品に加え、オープンソースのスクリプト言語であるPHP,Perl,Pythonを総称した頭文字から成る造語である。
類似品として、スクリプトエンジンをASP.NETに置き換えたWISAがある。

## 他のソリューションとの比較
|      | OS      | WEBサーバ | データベース | スクリプトエンジン  |
| ---- | ------- | --------- | ------------ | ------------------- |
| WISP | Windows | IIS       | SQLServer    | PHP / Perl / Python |
| WISA | Windows | IIS       | SQLServer    | ASP.NET             |
| LAMP | Linux   | Apache    | MySQL        | PHP / Perl / Python |
| WAMP | Windows | Apache    | MySQL        | PHP / Perl / Python |

### LAMP
LAMPの専門技術者を確保しにくい中小企業や、既にWindows Serverの導入実績がある企業などでは使い慣れたWindowsプラットフォームで稼働するため、LAMPで構築する場合に比べ運用コスト面でメリットがある。また企業独自のアプリケーションはWindows上で稼働する物が多くこれらとのインテグレーションも容易である。
逆に言えば人的コスト面で専門技術者の常在が許される場合、Windows資産の継承が必要が無い場合は上記のようなメリットは無い。
またWindows(IIS)とSQL Serverが有償であるためどうしても初期投資額が大きくなる。更にOSSのようにソースコードが公開されていないため、これらミドルウェアのソースコードを改変するレベルでの細かいチューニングを行うこともできない。

## 類似用語
- WIMP - Windows+IIS+MySQL+(PHP,Perl,Python)
- WIPP - Windows+IIS+PostgreSQL+(PHP,Perl,Python)
- LAMP - Linux+Apache+MySQL+(PHP,Perl,Python)
- WAMP - Windows+Apache+MySQL+(PHP,Perl,Python)